# 573 Recha
Recha (asteroide 573) é um asteroide da cintura principal com um diâmetro de 48 quilómetros, a 2,6593202 UA. Possui uma excentricidade de 0,1168514 e um período orbital de 1 908,54 dias (5,23 anos).
Recha tem uma velocidade orbital média de 17,16422941 km/s e uma inclinação de 9,83692º.
Este asteroide foi descoberto em 19 de Setembro de 1905 por Max Wolf.